# 2007-es mauritániai szenátusi választások
2007 január 21-én és február 4-én szenátusi választásokat tartottak Mauritániában. Az 56 képviselőből 53-t 3688 tanácsi képviselő szavazta meg, míg a három fennmaradó mandátumot, amelyek a diaszpórában élőket képviselik, a szenátorok fogják kijelölni.
Az első forduló eredményelőrejelzései alapján 32 helyet a függetlenek szereztek meg, míg a Republikánus Párt a Demokráciáért és Megújulásért Párt, mely Maaouya Ould Sid'Ahmed Taya uralmának idején a vezető párt volt, mindössze 3 mandátumot szerzett. Az ellenzéki Demokratikus Erőkért Szövetség 11 mandátumot szerzett
A második körben kiosztott mandátumok közül 11-et az Al-Mitak négyet pedig a CFCD szerzett meg. A következő eredmény született:

## Első forduló
| Párt                                                          | Mandátum | Szavazatok | %     |
| ------------------------------------------------------------- | -------- | ---------- | ----- |
| Al-Mitak (mérsékelt független iszlamisták)                    | 23       | 2258       | 63,14 |
| Demokratikus Erőkért Szövetség (RFD) és szövetségesei         | 5        | 365        | 10,21 |
| Republikánus Párt a Demokráciáért és Megújulásért Párt (PRDR) | 3        | 231        | 6,46  |
| Fejlődés Erői Unió (UFP)                                      | 1        | 129        | 3,61  |
| Demokratikus Változásokért Koalíció (CFCD)                    | 3        | 83         | 2,32  |
| Unió és Változás Mauritániai Pártja (HATEM) és szövetségesei  | 1        | 31         | 0,87  |
| Demokráciáért és Fejlődésért Unió (UDP) és szövetségesei      | 1        | 28         | 0,78  |
| Polgári Szövetség a Fejlődésért (APP) és szövetségesei        | 1        | 12         | 0.34  |
| Összesen                                                      | 38       | 3137       | 100,0 |

## Második forduló
| Párt                                                          | Mandátum | Szavazat | %     |
| ------------------------------------------------------------- | -------- | -------- | ----- |
| Al-Mithaq (mérsékelt független iszlamisták)                   | 11       | 1081     | 69,79 |
| Unió és Változás Mauritániai Pártja (HATEM) és szövetségesei  | 2        | 103      | 6,65  |
| Demokratikus Erőkért Szövetség (RFD) és szövetségesei         | 1        | 98       | 6,33  |
| Demokratikus Erőkért Szövetség – Fejlődés Erői Unió (RFD-UFP) | 1        | 76       | 4,91  |
| Fejlődés Erői Unió (UFP)                                      | 0        | 29       | 1,87  |
| Total                                                         | 15       | 1387     | 100,0 |

## Összesített eredmények
| Párt                                                                    | Mandátum |
| ----------------------------------------------------------------------- | -------- |
| Al-Mithaq (mérsékelt független iszlamisták)                             | 34       |
| Demokratikus Erőkért Szövetség (RFD) és szövetségesei                   | 6        |
| Demokratikus Változásokért Koalíció (CFCD) (CFCD)                       | 3        |
| Republikánus Párt a Demokráciáért és Megújulásért Párt (PRDR)           | 3        |
| Unió és Változás Mauritániai Pártja (HATEM) és szövetségesei            | 3        |
| Fejlődés Erői Unió (UFP)                                                | 1        |
| Demokratikus Erőkért Szövetség – Fejlődés Erői Unió (RFD-UFP)           | 1        |
| Demokráciáért és Fejlődésért Unió (UDP) és szövetségesei                | 1        |
| Polgári Szövetség a Fejlődésért (APP) és szövetségesei                  | 1        |
| a diaszpóra képviselői (a már megválasztott szenátorok választják őket) | 3        |
| Összesen                                                                | 56       |